# バイアトロン
バイアトロン（英：Viatron）はかつてアメリカ合衆国にあったコンピュータ企業である。

## 概要
バイアトロンは、MITRE（en:Mitre Corporation、第二次世界大戦後の1940年代末に着想され1950年代に開発された初期の防空コンピュータシステムである「SAGE」にかかわる管理などのために設立された営利外を目的とする組織）に勤務していた技術者達によって設立されたベンチャーであった。社長のEdward Bennettはベトナムで使用するために開発されたデータ管理システムを管理していた。同社の首脳部は専門家の集団ではあったが、コンピュータのハードウェアや半導体などについて、それらを、事業として運営することに関しては経験が浅かったことは否めない。Bennettは博士号を持っており、そのネームバリューも利用して熱心に売り込んだ。当初、バイアトロンは直接製造には関与せず、研究開発のみに専念する方針で創業者達は、コンピュータ会社にとって「製造技術は不可欠ではない」と信じていた。
バイアトロンはSystem21端末を月額$39ドルで貸し出す事業を1968年10月に発表した。端末の価格は当初、製造費用を下回っていた。習熟曲線に従った価格の低下を見込んだものであり、製造費用の低減のために人件費の安い外国で生産された。
バイアトロンはMOS技術を利用したLSI ICをゼネラル・インスツルメンツ社から購入する方針だった。1968年の秋にLSIを使用せずに700の集積回路を使用した試作機が実演された。バイアトロンは、集積度の向上に期待を持っており、50個にまでチップの数を減らす事を望んだ。同社の計画はまた、採算について、大量のSystem21の受注を前提にしていた。どの半導体製造会社もバイアトロンの予定するMOS半導体の大量生産を実証していなかったものの、同社は大量の受注を獲得した。1969年にバイアトロンは半導体製造の9社とMOS半導体の生産で契約を交わした。バイアトロンはCogerと組んだことで大企業として事業を開始できた。同社は$10000万ドルの発注を受け毎月600台生産するために$3600万ドルを工面して$6300万ドルの半導体を発注した。
バイアトロンの成功条件はあらゆる項目が不確定な計画を前提としていた。MOS半導体の生産能力は限られていたので同社は独自の集積回路を生産するために投資が必要だった。しかしそれには毎月5000から6000台の端末を売らなければならなかったがそれは不可能で製造費用を押し上げた。
受注残は膨らみ、想定を超えた速度で拡大した結果、管理が追いつかなくなり、資金繰りが悪化したが、折悪く、市場での資金調達は容易ではなく、1970年5月に同社は価格を2倍にして一時解雇を開始した。1500台の端末を出荷したのみだった。費用が高騰して顧客の不満が高まり、経営陣が去り、1971年3月に連邦倒産法第11章の適用を申請した。
当時はMOS半導体は量産技術の開発途上で製造技術が確立されておらず、歩留まりが悪く、生産コストを引き上げる要因だった。
集積回路の集積度はムーアの法則に従って向上していたのでバイアトロンが必要としていた回路規模を実装するチップは数年待てば妥当な価格で入手できるようになっていたと考えられる。
日本にも合弁会社が設立され、端末が試験的に輸入された。本国側の倒産後については詳らかではないが、ブランド銘の付いた部品を電気街のジャンク品として見掛けた、という話が書かれている。